# Georg von Alten (Generalmajor, 1875)

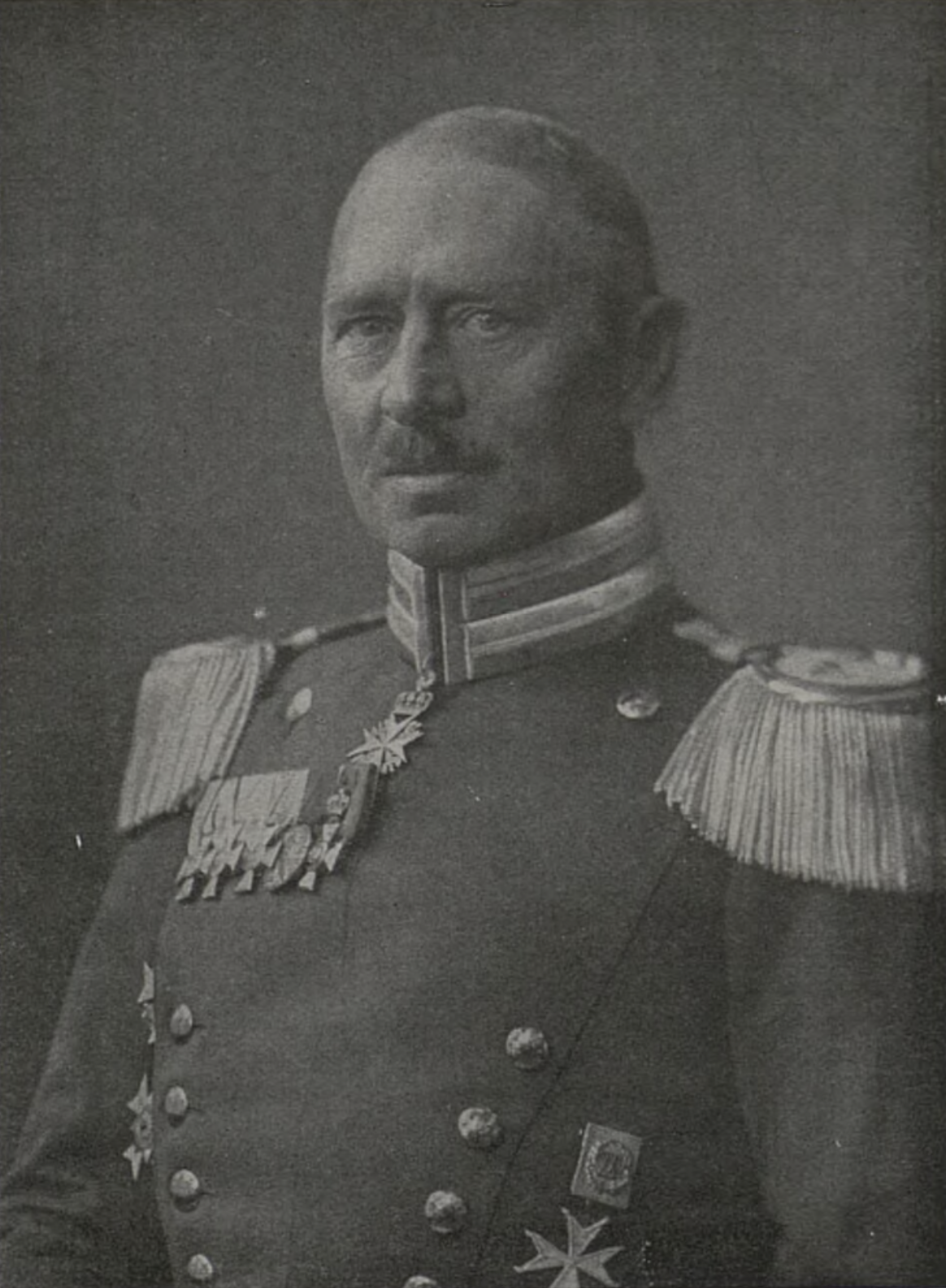
v. Alten ca. 1917

Georg von Alten (* 30. November 1875 in Altona; † 5. September 1950 in Schelenburg) war ein deutscher Offizier, zuletzt Generalmajor im Zweiten Weltkrieg.

## Leben
Georg entstammte dem niedersächsischen Adelsgeschlecht von Alten.
Aus dem Kadettenkorps kommend wurde er am 22. März 1895 als charakterisierter Fähnrich dem 2. Großherzoglich Mecklenburgischen Dragoner-Regiment Nr. 18 der Preußischen Armee in Parchim überwiesen. Er erhielt Mitte Oktober 1895 das Patent zu seinem Dienstgrad und avancierte bis Mitte September 1906 zum Oberleutnant. Unter Beförderung zum Rittmeister wurde Alten am 18. August 1911 nach Württemberg kommandiert und zum Chef der 4. Eskadron im Dragoner-Regiment „König“ (2. Württembergisches) Nr. 26 in Cannstatt ernannt.
Mit diesem Regiment nahm Alten nach Ausbruch des Ersten Weltkriegs zunächst an den Kämpfen an der Westfront teil, war von Ende September bis Ende Dezember 1914 bei der Reserve-Ersatz-Eskadron des XIII. (Königlich Württembergisches) Armee-Korps und wurde anschließend Adjutant beim Generalkommando des XIV. Reserve-Korps. In dieser Stellung erhielt er beide Klassen des Eisernen Kreuzes, das Ritterkreuz I. Klasse des Friedrichs-Ordens sowie am 5. Oktober 1915 das Ritterkreuz des Württembergischen Militärverdienstordens. Bei Kriegsende war Alten Major und zur besonderen Verfügung des Generalgouverneurs Warschau zur Verwendung beim Stab des Militärgouvernements Lodz kommandiert.
Am 7. Dezember 1918 wurde er in das Dragoner-Regiment „König“ (2. Württembergisches) Nr. 26 rückversetzt und nach der Demobilisierung zum 1. Oktober 1919 in die neu gegründete Reichswehr übernommen. Alten war zunächst beim Stab des Reiter-Regiments 14 tätig, wurde am 1. Juli 1923 zum Regimentskommandeur ernannt und in dieser Stellung am 1. November 1923 zum Oberstleutnant befördert. Danach diente er vom 1. Februar 1928 bis zu seiner Versetzung in den Ruhestand am 30. September 1929 als Kommandant von Hannover. In dieser Dienststellung erfolgte am 1. November 1928 auch seine Beförderung zum Oberst.
Kurz vor Beginn des Zweiten Weltkrieges wurde Alten am 26. August 1939 zur Verfügung des Heeres der Wehrmacht gestellt. Er war von September 1939 bis zum 16. Mai 1940 Kommandant des Kriegsgefangenen-Mannschafts-Stammlagers Stalag XI B (357) in Fallingbostel. Anschließend war er bis Juni 1940 Kommandant der Kriegsgefangenenlager in Norwegen und danach bis zum 14. September 1940 zur Militärverwaltung in Frankreich abgeordnet. Vom  14. September 1940 bis zum 30. Juli 1941 war er Kommandant eines Offizierslagers (Oflag) und danach Kommandant des Stalag IX b in Bad Orb-Wegscheide, ehe er von 1941 bis 1942 Kommandant des Oflag IX A/Z in Rotenburg an der Fulda war. Zuletzt war er von 1942 bis zu seiner Versetzung in den Ruhestand am 30. Juli 1942 Kommandant des Stalag XVIII B in Oberdrauburg. In dieser Dienststellung wurde er am 1. Juni 1942 noch zum Generalmajor befördert.

## Familie
Der Offizier war seit 1900 mit der Gutsbesitzerstochter Asta von Brocken-Hohen Luckow (1869–1938) verheiratet, die Hochzeit fand in Schwerin statt.